# Harmothoe yendoi
Harmothoe yendoi är en ringmaskart som beskrevs av Izuka 1912. Harmothoe yendoi ingår i släktet Harmothoe och familjen Polynoidae. Inga underarter finns listade i Catalogue of Life.